# Liste der historischen Orts- und Stadtkerne in Nordrhein-Westfalen
Die Liste der historischen Orts- und Stadtkerne in Nordrhein-Westfalen enthält diejenigen nordrhein-westfälischen Städte und Gemeinden, die sich in der Arbeitsgemeinschaft Historische Stadtkerne in NRW und der Arbeitsgemeinschaft Historische Ortskerne in NRW zusammengeschlossen haben. Über die Aufnahme in die Arbeitsgemeinschaft entscheidet das Ministerium für Wirtschaft, Energie, Bauen, Wohnen und Verkehr des Landes Nordrhein-Westfalen (MWEBWV NRW). Die Arbeitsgemeinschaften wurden 1987 bzw. 1990 gegründet.
Die Aufzählung erfolgt alphabetisch nach dem Hauptort. Historisch ist jeweils nur der nach dem Hauptort angegebene Ortsteil.
Die Verlinkungen über die Städtenamen führen auf die allgemeinen Seiten der Städte und Gemeinden.
Direkt zu den Seiten der Arbeitsgemeinschaften mit interessanten Informationen und Bildern der Städte führt der weiter unten stehende Weblink.
| - Aachener Altstadt - Aachen-Kornelimünster - Arnsberg - Bad Berleburg - Bad Berleburg-Elsoff - Bad Laasphe - Bad Münstereifel - Bad Salzuflen - Bedburg-Kaster - Bergneustadt - Blomberg - Brakel - Dahlem-Kronenburg - Detmold - Düsseldorf-Kaiserswerth - Freudenberg - Hallenberg - Hattingen - Hattingen-Blankenstein - Hellenthal-Reifferscheid | - Hennef - Herten-Westerholt - Horn-Bad Meinberg - Höxter - Hückeswagen - Kalkar - Kempen - Korschenbroich -Liedberg - Krefeld-Linn - Lemgo - Lippstadt - Lügde - Mechernich-Kommern - Meschede Eversberg - Minden - Monschau - Nideggen - Nieheim - Remscheid-Lennep | - Rheda-Wiedenbrück - Rietberg - Schieder-Schwalenberg - Schleiden-Olef - Schmallenberg - Siegen - Soest - Solingen-Gräfrath - Steinfurt-Burgsteinfurt - Stolberg - Stolberg-Breinig - Tecklenburg - Telgte - Velbert-Langenberg - Wachtendonk - Warburg - Warendorf - Werl - Werne |